# Joey Lauren Adams
Joey Lauren Adams (North Little Rock, Arkansas, SAD, 9. siječnja 1968.) je američka glumica i redateljica. Poznata je po prepoznatljivom hrapavom glasu te ulogama u filmovima koje je režirao Kevin Smith. Za ulogu u filmu Tražeći Amy dobila je nominaciju za Zlatni globus u konkurenciji glavne ženske uloge.

## Karijera
Joey je karijeru započela 1977. godine s malom ulogom u hororu Egzorcist 2: Heretik. 1991. pojavila se u jubilarnoj stotoj emisiji kultne humoristične serije Bračne vode dok je kasnije tumačila ulogu Mone Mullins u serijama Top of the Heap te Vinnie & Bobby. Riječ je o neuspješnim spin-offovima Bračnih voda.
Sredinom 1990-ih Joey dobiva ulogu u komediji Štakori iz šoping centra koju je režirao i scenarij napisao Kevin Smith. Glumica je s redateljem počela hodati tijekom post-produkcije filma te je njihova veza Smithu bila inspiracija za sljedeći film. To je bila romantična komedija Tražeći Amy. U njoj je Joey tumačila glavnu žensku ulogu lezbijke Alysse Jones koja se zaljubljuje u muškarca kojeg je glumio Ben Affleck.
Zbog te uloge Joey Lauren Adams je bila nominirana za Zlatni globus u kategoriji najbolje ženske uloge u komediji ili mjuziklu. Također, dodijeljene su joj nagrade čikaških i lasvegaških filmskih kritičara za najperspektivniju mladu glumicu.
Joey je 1999. trebala tumačiti glavnu žensku ulogu u Smithovom sljedećem filmu Dogma ali je uloga u konačnici dodijeljena Lindi Fiorentino. Ipak, nastavila je surađivati s Kevinom Smithom te je imala kratke nastupe u njegovim filmovima Jay i Silent Bob uzvraćaju udarac te animiranoj seriji Trgovci: Izgubljene snimke. To je bila animirana inačica Smithovog kultnog filma Trgovci. Iz izvornog filma je izbačena scena u kojoj se Joey pojavljuje kao Danteova (Brian O'Halloran) srednjoškolska ljubav.
S Vinceom Vaughnom glumila je u drami Hladni, okrutni grad gdje je tumačila veterinarku koja se zaljubljuje u samohranog oca (Vaughn). Već sljedeće godine (2000.) Joey se po prvi puta pojavljuje u nekom visokobudžetnom holivudskom filmu. Komedija Tata od formata s Adamom Sandlerom je postigla ogromni komercijalni uspjeh diljem svijeta. U to vrijeme snimila je i film Lijepa s Minnie Driver.
2006. Joey Lauren Adams je postala redateljica u prvijencu Dođi rano ujutro. Film je sniman u gradu Little Rocku u glumičinom rodnom Arkansasu te je prikazan na Sundance filmskom festivalu. Za taj film joj je dodijeljena redateljska nagrada Dorothy Arzner koja se dodjeljuje ženama na filmu.
U ožujku 2010. Joey Lauren Adams se vraća televizijskim serijama te u šest epizoda tumači ulogu Tammy u seriji Sva lica Tare. Glavna protagonistica serije je Tara (Toni Collette) koja pati od disocijativnog poremećaja višestruke ličnosti te se jedan od njezinih alter-ega - Buck, zaljubljuje u Tammy.

## Privatni život
Joey Lauren Adams je rođena u North Little Rocku u američkoj saveznoj državi Arkansas. Bila je najmlađa od troje djece te je nakon mature namjeravala otići na studentsku razmjenu u Australiju. Međutim, 1988. je otišla u Hollywood dok danas živi u Oxfordu u Mississippiju.
Prema nekim špekulacijama, Joey zbog specifičnog hrapavog glasa nije uspijevala dobivati značajnije uloge u hollywoodskim filmovima. Ona je to komentirala riječima: "To nije normlan glas jer se ne uklapa u tuđe predrasude o tome kako ženski glas treba zvučati. Moja mama ne smatra da imam neobičan glas. Sigurna sam da mi je on pomogao da dobijem neke uloge. Ipak, ulogu u Tražeći Amy skoro nisam dobila." Jedan filmski kritičar je posprdno opisao njen glas kao "mačka na heliju" dok ostali njen glas podjednako vole i mrze te smatraju da "ima potencijala za hipnotiziranje".

## Filmografija

### Filmska karijera
| Godina        | Film / serija                  | Hrv. prijevod                     | Uloga                                | Bilješke                                                                  |
| ------------- | ------------------------------ | --------------------------------- | ------------------------------------ | ------------------------------------------------------------------------- |
| 1991. – 1993. | Married... with Children       | Bračne vode                       | Mona Mullins, Janie, nećakinja Effie | humoristična serija tri epizode                                           |
| 1991.         | Top of the Heap                | ???                               | Mona Mullins                         | humoristična serija, spin-off pokušaj Bračnih voda svih sedam epizoda     |
| 1992.         | Vinnie & Bobby                 | ???                               | Mona Mullins                         | humoristična serija, spin-off pokušaj Bračnih voda svih sedam epizoda     |
| 1992.         | CBS Schoolbreak Special        | ???                               | Dianne                               | serija za mlade, jedna epizoda                                            |
| 1993.         | Coneheads                      | Čunjoglavi                        | Christina                            |                                                                           |
| 1993.         | Dazed and Confused             | Munjeni i zbunjeni                | Simone Kerr                          |                                                                           |
| 1993.         | The Program                    | ???                               | Louanne                              |                                                                           |
| 1993.         | The Pros & Cons of Breathing   | ???                               | Shirley                              |                                                                           |
| 1994.         | Sleep with Me                  | Spavaj sa mnom                    | Lauren                               |                                                                           |
| 1994.         | S.F.W.                         | ???                               | Monica Dice                          |                                                                           |
| 1995.         | Love & War                     | ???                               | Vicky                                | humoristična serija Joey se pojavila u epizodi "Atlantic City"            |
| 1995.         | Out of Order                   | ???                               | Whitney                              | igrana serija Joey se pojavila u epizodi "Strange Habit"                  |
| 1995.         | Double Rush                    | ???                               | Dee Dee                              | igrana serija Joey se pojavila u epizodi "Slamming Into a Car Isn't Good" |
| 1995.         | Mallrats                       | Štakori iz šoping centra          | Gwen                                 |                                                                           |
| 1996.         | Drawing Flies                  | ???                               | hippie djevojka                      | glumica je potpisana kao Lauren Lyle                                      |
| 1996.         | Bio-Dome                       | ???                               | Monique                              |                                                                           |
| 1996.         | Second Noah                    | ???                               | Darby                                | igrana serija Joey se pojavila u pilot epizodi "Darby"                    |
| 1996.         | Michael                        | Michael                           | Anita                                |                                                                           |
| 1997.         | Chasing Amy                    | Tražeći Amy                       | Alyssa Jones                         |                                                                           |
| 1997.         | Oddville, MTV                  | ???                               | ???                                  | igrana serija pojavljuje se u epizodi emitiranoj 25. srpnja 1997.         |
| 1998.         | Top of the Heap                | Hladni, okrutni grad              | Beth Ward                            |                                                                           |
| 1999.         | Emergency Room 2               | Hitna služba 2                    | medicinska sestra Keri Taker         | videoigra u kojoj je Lauren dala glas                                     |
| 1999.         | Hercules                       | Herkul                            | Electra                              | animirani film u kojem je Lauren daje glas Elektri                        |
| 1999.         | Big Daddy                      | Tata od formata                   | Layla Maloney                        |                                                                           |
| 2000.         | Bruno                          | Bruno                             | Donna Marie                          |                                                                           |
| 2000.         | Beautiful                      | Lijepa                            | Ruby                                 |                                                                           |
| 2001.         | Dr. Dolittle 2                 | Dr. Dolittle 2                    |                                      | Joey je dala glas vjeverici                                               |
| 2001.         | Reaching Normal                | ???                               | Rachel                               |                                                                           |
| 2001.         | In the Shadows                 | ???                               | Clarissa Huston                      |                                                                           |
| 2001.         | Harvard Man                    | ????                              | Chesney Cort                         |                                                                           |
| 2001.         | Jay and Silent Bob Strike Back | Jay i Silent Bob uzvraćaju udarac | Alyssa Jones                         | cameo uloga                                                               |
| 2002.         | Grand Champion                 | ???                               | Hallie                               |                                                                           |
| 2002.         | Beeper                         | ???                               | inspektorica Julia Hyde              |                                                                           |
| 2003. – 2004. | Stripperella                   | Stripperella                      | Catt                                 | animirana serija Joey je u dvije epizode dala glas liku Catt              |
| 2003.         | Remembering Charlie            | ???                               | ???                                  | televizijski film                                                         |
| 2003.         | The Big Empty                  | ???                               | Grace                                |                                                                           |
| 2003.         | As Told by Ginger              | ???                               | Thea Mipson                          | animirana serija Joey je dala glas u epizodi "Far from Home"              |
| 2004.         | The Gunman                     | ???                               | Daphine                              |                                                                           |
| 2004.         | Trgovci: The Lost Scene        | Trgovci: Izgubljene snimke        | Alyssa Jones                         | animirana inačica originalnog filma Trgovci                               |
| 2005.         | Conflict                       | Konflikt                          | Ricci Storm                          |                                                                           |
| 2005.         | What's New, Scooby-Doo?        | ???                               | Rachel                               | animirana serija Joey je dala glas u epizodi "A Scooby-Doo Valentine"     |
| 2005.         | Veronica Mars                  | Veronica Mars                     | Geena Stafford                       | igrana serija, jedna epizoda                                              |
| 2006.         | The Break-Up                   | Prekid                            | Addie                                |                                                                           |
| 2007.         | Bunny Whipped                  | ???                               | Ann                                  |                                                                           |
| 2008.         | Trucker                        | ???                               | Jenny Bell                           |                                                                           |
| 2009. – 2010. | Party Down                     | ???                               | Diandra Stiltskin                    | igrana serija, dvije epizode                                              |
| 2009.         | ExTerminators                  | ???                               | Kim                                  |                                                                           |
| 2010.         | Endure                         | ???                               | Sirena Lane                          |                                                                           |
| 2010.         | Tough Trade                    | ???                               | Shawnelle                            | televizijski film                                                         |
| 2010.         | United States of Tara          | Sva lica Tare                     | Pammy                                | igrana serija, šest epizoda                                               |
| 2010.         | Frenemies                      | ???                               | Joy Hardwick                         | igrana serija                                                             |
| 2011.         | Apart                          | Apart                             | Dr. Jane Sheppard                    |                                                                           |
| 2011.         | Big Swim                       | ???                               | jajašce                              |                                                                           |
| 2012. - danas | Supermoms                      | ???                               | Kelly                                | igrana serija                                                             |
| 2012.         | The Birthday Present           | ???                               | mama                                 | kratki film                                                               |
| 2012.         | Mulberry Stains                | ???                               | Savannah                             |                                                                           |
| 2012.         | Art Machine                    | ???                               | Prudence                             |                                                                           |
| 2013.         | Saving Santa                   | ???                               | Renae Logan                          |                                                                           |
| 2013.         | Abby in the Summer             | ???                               | ???                                  | postprodukcija                                                            |
| 2013.         | Electric City                  | ???                               | Tammy                                | predprodukcija                                                            |

### Redateljska karijera
| Godina | Film / serija      | Hrv. prijevod    | Bilješke                                 |
| ------ | ------------------ | ---------------- | ---------------------------------------- |
| 2006.  | Come Early Morning | Dođi rano ujutro | Joey je redateljica i scenaristica filma |

## Vanjske poveznice
- Profil glumice na IMDB.com
- Allmovie.com